# Helophorus (Rhopalohelophorus)
Helophorus (Rhopalohelophorus) – podrodzaj chrząszczy z nadrodziny kałużnicokształtnych i rodzaju oguzek. Obejmuje około 140  opisanych gatunków.

## Morfologia
Chrząszcze o wydłużonym, mniej lub bardziej wypukłym ciele, w zarysie o mniej lub bardziej równoległych bokach z wyraźną, ale niezbyt mocną przerwą między przedpleczem a pokrywami. Powierzchnia głowy i przedplecza ma ziarenkowanie w postaci zaopatrzonych w punkt z delikatną, niezesztywniałą, pokładającą się szczecinką guzków, często ziarenkowanie częściowo lub niemal całkowicie jest zredukowane i w tych miejscach pozostają tylko punkty ze szczecinkami. Głowa ma bruzdy szwu epikranialnego różnie wykształcone. Aparat gębowy miewa różnej długości głaszczki szczękowe o symetrycznie lub niesymetrycznie zbudowanym członie wierzchołkowym. Przedplecze odznacza się obecnością siedmiu kompletnych, podłużnych, mniej lub bardziej zafalowanych rowków, z których dwa leżą na jego bocznych krawędziach. Mała tarczka ma zarys okrągławy ze ściętym przodem. Pokrywy mają na międzyrzędach delikatne, słabo widoczne szczecinki. U podstawy międzyrzędu pierwszego nie występuje rządek przytarczkowy. Dziesiąty międzyrząd przybierać może formę rozszerzonego na bok kila, który nakrywa od góry właściwą krawędź pokrywy, tworząc swą boczno-brzuszną powierzchnią wyraźną pseudoepipleurę lub też formę słabo sklepionego kila, który nie rozszerza się na bok i pozostawia krawędź pokrywy widoczną od góry. Odnóża miewają różną długość. Człony stóp zaopatrzone są we włoski pływne. Odwłok ma pięć widocznych, wolnych sternitów (od trzeciego do siódmego) o równomiernej, pozbawionej guzków i dołków powierzchni, z których ostatni ma tylny brzeg zaokrąglony.

## Rozprzestrzenienie
Podrodzaj głównie holarktyczny z nielicznymi gatunkami w krainie etiopskiej. W Polsce stwierdzono 25 gatunków.

## Taksonomia
Takson ten wprowadzony został w 1886 roku przez Augusta Ferdinanda Kuwerta. W tej samej pracy autor ów wprowadził również Atractohelophorus. W 1915 roku David Sharp wyznaczył Elophorus griseus gatunkiem typowym Rhopalohelophorus oraz Elophorus arvernicus gatunkiem typowym Atractohelophorus. Później Atractohelophorus zsynonimizowany został z Rhopalohelophorus; na rzecz takiej synonimizacji argumentował Aleš Smetana w 1985 roku.
Do podrodzaju tego zalicza się około 140 opisanych gatunków:

- Helophorus abeillei Guillebeau, 1896
- Helophorus algiricus Motschulsky, 1860
- Helophorus altaicus Ganglbauer, 1901
- Helophorus alternatus LeConte
- Helophorus angusi Hebauer, 1999
- Helophorus angustatus Motschulsky, 1860
- Helophorus angusticollis d'Orchymont
- Helophorus armeniacus Ganglbauer, 1901
- Helophorus artus Smetana, 1985
- Helophorus arvernicus Mulsant, 1846
- Helophorus asperatus Rey, 1885
- Helophorus aspericollis Angus, 1973
- Helophorus asturiensis Kuwert, 1885
- Helophorus auricollis Eschscholtz, 1822
- Helophorus bameuli Angus, 1970
- Helophorus banghaasi Kniz, 1919
- Helophorus barbarae Angus, 1985
- Helophorus brevipalpis Bedel, 1881
- Helophorus brevitarsis Kuwert, 1890
- Helophorus browni McCorkle, 1970
- Helophorus californicus Smetana, 1985
- Helophorus calpensis Angus, 1988
- Helophorus carsoni Angus, 1970
- Helophorus chamberlaini Smetana, 1985
- Helophorus cincticollis Guillebeau, 1893
- Helophorus columbianus McCorkle
- Helophorus confrater Kuwert, 1886
- Helophorus costulatus Kuwert, 1887
- Helophorus croaticus Kuwert, 1886
- Helophorus cuspifer Smetana, 1985
- Helophorus daedalus d'Orchymont, 1932
- Helophorus dalmatinus Ganglbauer, 1901
- Helophorus difficilis Angus, 1988
- Helophorus discrepans Rey, 1885
- Helophorus discretus d'Orchymont, 1925
- Helophorus dorsalis Marsham, 1802
- Helophorus eclectus d'Orchymont
- Helophorus elizabethae Angus, 1987
- Helophorus faustianus Sharp, 1916
- Helophorus fauveli Ganglbauer, 1901
- Helophorus fenderi McCorkle
- Helophorus flavipes Fabricius, 1792
- Helophorus fortis LeConte
- Helophorus fosteri Angus, 1985
- Helophorus frater d'Orchymont, 1926
- Helophorus frosti Smetana, 1985
- Helophorus fulgidicollis Motschulsky, 1860
- Helophorus glacialis A. Villa et G.B. Villa, 1833
- Helophorus granularis Linnaeus, 1760
- Helophorus gratus Angus, 1987
- Helophorus griseus Herbst, 1793
- Helophorus gurjevae Angus, 1985
- Helophorus guttulus Motschulsky, 1860
- Helophorus hatchi McCorkle
- Helophorus helenae Angus, 1985
- Helophorus hilaris Sharp, 1916
- Helophorus illustris Sharp, 1916
- Helophorus imaensis d'Orchymont, 1926
- Helophorus inflectus McCorkle
- Helophorus jocoteroi Angus et Diaz Pazos, 1991
- Helophorus kaszabianus Angus, 1970
- Helophorus kayae Angus, 1985
- Helophorus kazakhstanicus Angus, 1995
- Helophorus kerimi Ganglbauer, 1901
- Helophorus kervillei d'Orchymont, 1932
- Helophorus kirgisicus Kniz, 1914
- Helophorus korotyaevi Angus, 1985
- Helophorus kryzhanovskii Angus, 1985
- Helophorus lacustris LeConte
- Helophorus laferi Angus, 1995
- Helophorus lapponicus Thomson, 1853
- Helophorus laticollis Thomson, 1853
- Helophorus leechi McCorkle
- Helophorus lecontei Knisch
- Helophorus ledatus d'Orchymont
- Helophorus leontis Angus, 1985
- Helophorus lewisi Angus, 1985
- Helophorus limbatus Motschulsky, 1860
- Helophorus lineatus Say
- Helophorus linearoides d'Orchymont
- Helophorus longipennis Ganglbauer, 1901
- Helophorus longitarsis Wollaston, 1864
- Helophorus maculatus Motschulsky, 1860
- Helophorus marginicollis Smetana, 1985
- Helophorus maroccanus Kuwert, 1885
- Helophorus matsumurai Nakane, 1963
- Helophorus mervensis Semenov, 1900
- Helophorus minutus Fabricius, 1775
- Helophorus mongoliensis Angus, 1970
- Helophorus montanus d'Orchymont, 1926
- Helophorus montenegrinus Kuwert, 1885
- Helophorus nanus Sturm, 1836
- Helophorus nevadensis Sharp, 1916
- Helophorus nigricans Poppius, 1907
- Helophorus nitidulus LeConte
- Helophorus nitiduloides d'Orchymont
- Helophorus nivalis Giraud, 1852
- Helophorus nivicola Sainte-Claire Deville, 1926
- Helophorus oblongus LeConte, 1850
- Helophorus obscurus Mulsant, 1844
- Helophorus orchymonti Smetana, 1985
- Helophorus oregonus McCorkle
- Helophorus orientalis Motschulsky, 1860
- Helophorus pallidipennis Mulsant et Wachanru, 1852
- Helophorus pallidus Gebler, 1830
- Helophorus parajacutus Angus, 1970
- Helophorus paraminutus Angus, 1986
- Helophorus parameontanus Angus, 1985
- Helophorus parasplendidus Angus, 1970
- Helophorus pici Guillebeau, 1893
- Helophorus pictus Ganglbauer, 1901
- Helophorus pitcheri Angus, 1970
- Helophorus ponticus Angus, 1988
- Helophorus poppii Angus, 1970
- Helophorus praenanus Łomnicki, 1894
- Helophorus pumilio Erichson, 1837
- Helophorus puncticollis Rey, 1885
- Helophorus redtenbacheri Kuwert, 1885
- Helophorus regularis Sharp
- Helophorus richterae Angus, 1985
- Helophorus rinki Angus, 1985
- Helophorus robertsi Smetana, 1985
- Helophorus schuhi McCorkle
- Helophorus seidlitzii Kuwert, 1885
- Helophorus sempervirans Angus
- Helophorus shatrovskyi Angus, 1985
- Helophorus similis Kuwert, 1887
- Helophorus singularis Miller, 1881
- Helophorus splendidus Sahlberg, 1880
- Helophorus strigifrons Thomson, 1868
- Helophorus subarcuatus Rey, 1885
- Helophorus subcarinatus Angus, 1985
- Helophorus theryi d'Orchymont, 1925
- Helophorus timidus Motschulsky, 1860
- Helophorus trisulcatus Guillebeau, 1896
- Helophorus uvarovi Angus, 1985
- Helophorus villosus Duftschmidt, 1805
- Helophorus wrootae Angus, 1988
- Helophorus yammounensis Angus, 1988
- Helophorus zagrosicus Angus, 1988